# Pies Descalzos, Sueños Blancos
"Estoy Aquí" je pjesma kolumbijske pjevačice Shakire. Pjesma je objavljena 15. travnja 1996. godine kao treći singl s njenog albuma Pies Descalzos. Pjesmu su napisali Shakira i Luis F. Ochoa, a producent je Ochoa. Na svojoj turneji "Oral Fixation Tour" izvela je pjesmu. Snimljena je i portugalska verzija pjesme pod nazivom "Pés Descalços".

## Videospot
Spot za pjesmu "Pies Descalzos, Sueños Blancos" snimljen je pod redateljskom palicom Gustava Garzóna. U spotu se Shakira nalazi na maskenbalu i pjeva na pozornici.

## Uspjeh pjesme
Pjesma se plasirala na 11. poziciji ljestvice Latin Pop Airplay i to je ujedno prva pjesma s albuma Pies Descalzos koja se nije plasirala na ljestvici Hot Latin Songs.

## Ljestvice
| Ljestvice (1996.)     | Najviša pozicija |
| --------------------- | ---------------- |
| SAD Latin Pop Airplay | 11               |